# Belagerung von Landau (1704)
Carpi – Chiari – Cremona – Kaiserswerth – Landau (I) – Luzzara   – Santa Marta – Cádiz – Friedlingen – Vigo – Schmidmühlen – Bonn – Krottensee – Ekeren – Höchstädt – Landau (II) – Speyerbach – Schellenberg – Gibraltar – Höchstädt – Vélez-Málaga – Landau (III) – Marbella – Cassano – Barcelona – Sendlinger Mordweihnacht – Aidenbach – Calcinato – Ramillies – Turin – Castiglione – Santa Cruz de Tenerife – Almansa – Kap Béveziers – Toulon – Lizard Point – Lille – Oudenaarde – Gent – Malplaquet – Mons – Almenar – Saragossa – Syrakus – Villaviciosa – Rio de Janeiro – Denain – Landau (IV) – Barcelona – Freiburg
Die Belagerung von Landau im Jahr 1704 war die dritte von vier Belagerungen während des Spanischen Erbfolgekriegs. Sie dauerte 77 Tage vom 9. September bis zum 25. November 1704, als sich die französische Garnison den Truppen der Augsburger Allianz ergab.
Nach dem Sieg der Alliierten in der Zweiten Schlacht bei Höchstädt am 13. August 1704 zogen sich die Reste der französischen Elsassarmee unter Ferdinand de Marsin in Richtung Straßburg zurück, während die Flandernarmee unter dem Duc de Villeroy den Rückzug deckte. Villeroy verstärkte die Garnison von Landau mit sechs Infanteriebataillonen und einigen Ingenieuren und Artillerieoffizieren – etwa 2.000 Mann – und versorgte sie mit Proviant und Munition. Die Garnison, die vor der Verstärkung etwa 5.000 Mann zählte, wurde von Generalleutnant Yrieix Masgontier de Laubanie befehligt.

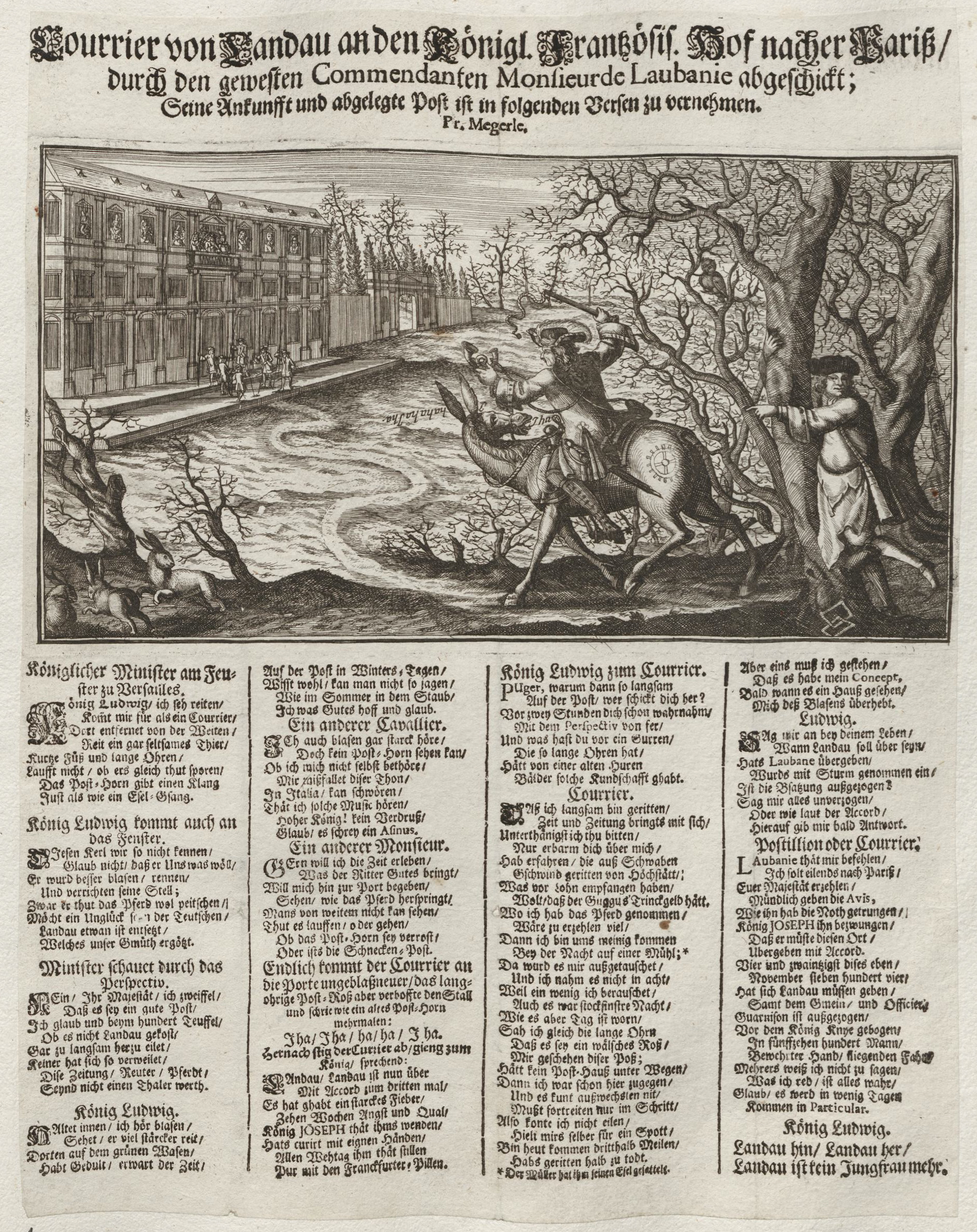
Ein Kurier aus Landau trifft während der Belagerung von 1704 am Hof von Ludwig XIV. ein.

Die Reichsarmee – einschließlich österreichischer und preußischer Kontingente und Kreistruppen – unter Markgraf Ludwig von Baden zählte zu Beginn des Feldzugs im Juni etwa 40.000 Mann. Während der Zweiten Schlacht bei Höchstädt hatte sie Ingolstadt erfolglos belagert. Während die Truppen des Duke of Marlborough und des Prinzen Eugen von Savoyen Villeroy nach Süden verfolgten und Deckungspositionen an der Lauter einnahmen, um jede Chance auf Entlastung der Festung zu verhindern, begann Baden am 9. September mit der Anlage von Gräben in Landau. Die Gräben wurden am 13. September geöffnet. Da Marlborough ohne den Train marschiert war, verfügten die Belagerer nur über relativ wenig Artillerie. Diese wurde jedoch durch die beim Fall von Ulm am 10. September erbeutete Artillerie ergänzt, die wahrscheinlich am 20. September eintraf. Danach setzten die Alliierten auf „massives Bombardement“ im Stil von Menno van Coehoorn.
Am 28. September traf der deutsche König Joseph ein und übernahm das nominelle Kommando über die Belagerung. Im Oktober wurde das Bombardement verstärkt, während die Verteidiger mehrere Angriffe starten, um die Pioniere zu stören. Am 10. Oktober wurde Laubanie während eines Bombardements geblendet, führte aber weiter das Kommando. Im November waren die Schleusen, mit denen die Verteidiger die Überflutung bestimmter Gräben an der Queich kontrollieren konnten, zerstört und Marlborough hatte seine Deckungsstellung verlassen, um einige Festungen an der Mosel anzugreifen. Am 23. November, nach dem Verlust des gedeckten Weges, hielt Laubanie eine Konferenz mit seinen Offizieren ab. Die Schamade wurde geschlagen und die Garnison ergab sich am 25. November. Die Garnison marschierte am nächsten Tag ab. Die kaiserliche Armee rückte am 28. November ein.
Die Verteidiger fügten den Angreifern Verluste von 9.322 Toten und verwundeten zu. Bei der Kapitulation zählte die Garnison zwischen 2.600 und 5.000 Gefallene, Verwundete und Kranke.